# I was glad
"I was glad" (em latim incipit, "Laetatus sum"; em português: "Fiquei feliz") é um introito, geralmente cantado em coro, muito popular no repertório musical da Igreja Anglicana. É tradicionalmente cantado na Igreja da Inglaterra como um hino durante a cerimônia de coroação do monarca britânico.
O texto consiste em versos do Salmo 122. Numerosos compositores criaram melodias para a música, entre eles Henry Purcell e William Boyce. A composição musical mais famosa foi escrita em 1902, por Sir Hubert Parry, que definiu apenas os versos de 1 a 3 e 6 e 7.

## Texto
O texto do hino consiste nos versos do Salmo 122, do saltério encontrado no Livro de Oração Comum de 1662:
| Texto em inglês, no Livro de Oração Comum de 1662 | Texto em português, na tradução da Bíblia de Jerusalém |
| --- | --- |
| 1. I was glad when they said unto me : "We will go into the house of the Lord". 2. Our feet shall stand in thy gates : O Jerusalem. 3. Jerusalem is built as a city : that is at unity in itself. 4. For thither the tribes go up, even the tribes of the Lord : to testify unto Israel, to give thanks unto the Name of the Lord. 5. For there is the seat of judgement : even the seat of the house of David. 6. O pray for the peace of Jerusalem : they shall prosper that love thee. 7. Peace be within thy walls : and plenteousness within thy palaces. 8. For my brethren and companions' sakes : I will wish thee prosperity. 9. Yea, because of the house of the Lord our God : I will seek to do thee good. | 1. Que alegria quando me disseram: "Vamos à casa de Iahweh!" 2. Por fim nossos passos se detém às tuas portas, Jerusalém! 3. Jerusalém, construída como cidade em que tudo está ligado, 4. Para onde sobem as tribos de Iahweh, é uma razão para Israel celebrar o nome de Iahweh. 5. Pois ali estão os tronos de justiça, os tronos da casa de Davi. 6. Pedi a paz para Jerusalém: Que estejam tranquilos os que te amam! 7. Haja paz em teus muros e estejam tranquilos os teus palácios! 8. Por meus irmãos e meus amigos eu desejo: "A paz esteja contigo!" 9. Pela casa de Iahweh nosso Deus eu peço: "Felicidade para ti!" |

A maior parte do conteúdo do salmo é uma oração pela paz e prosperidade de Jerusalém e seu uso na cerimônia de coroação traça claramente um paralelo entre Jerusalém e o Reino Unido, como William Black escreveu em seu poema “Jerusalem”: “And did those feet in ancient time”. Parry musicou o poema em 1916.

## Uso em coroações

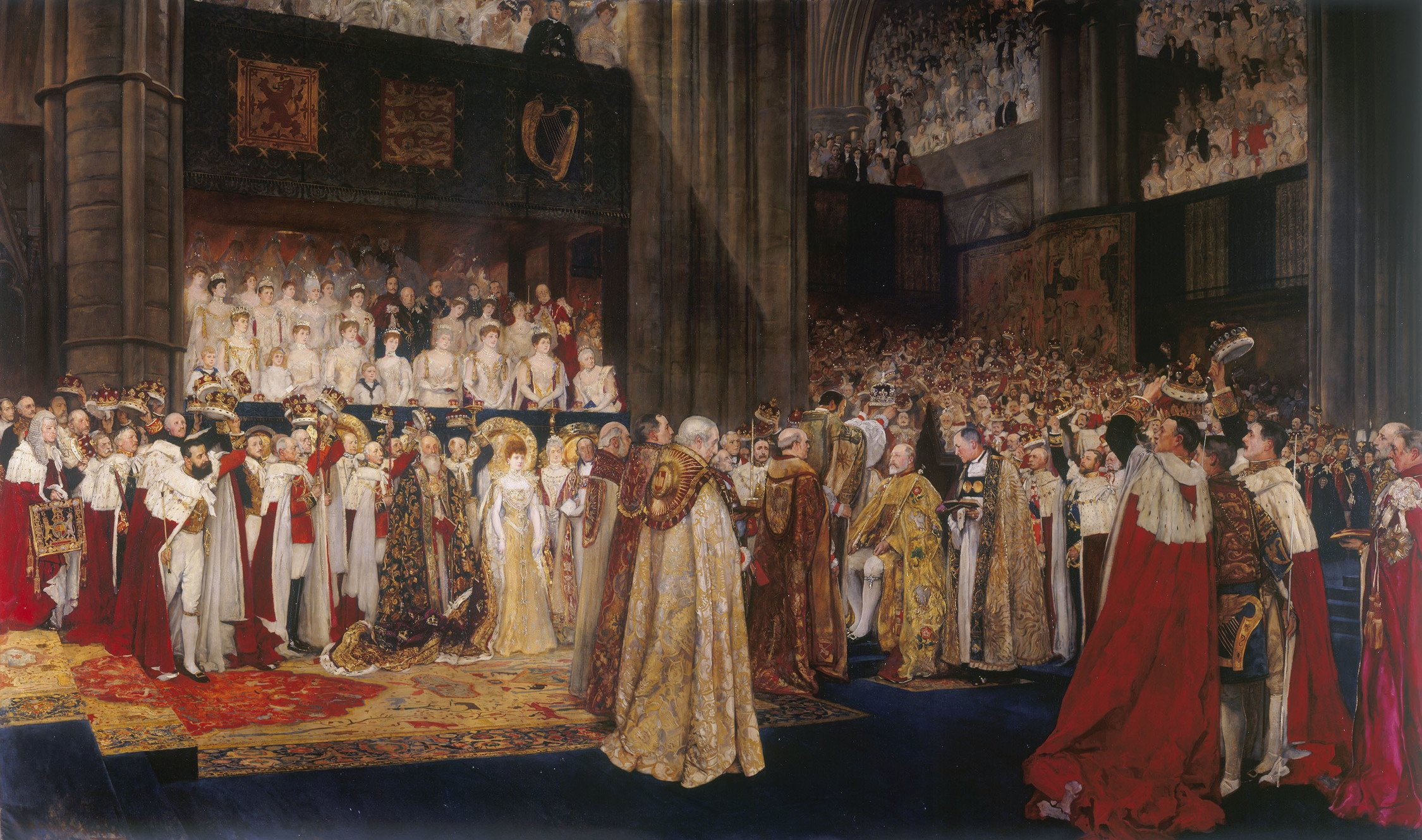
A peça musical de Parry foi escrita para a coroação do rei Edward VII, em 1902

O hino “Laetamus sum” foi cantado na entrada do monarca em cada coroação britânica desde a do rei Carlos I. As peças musicais para as coroações anteriores foram compostas por Henry Purcell e William Boyce, entre outros. A peça de Thomas Attwood foi escrita para a coroação do rei George IV, em 1821. A versão de Parry foi composta para a coroação do rei Edward VII, em 1902 e revisada em 1911 para o rei George V, quando a introdução familiar foi adicionada. Essa configuração emprega efeitos de corais antífonos e fanfarras de metais.

### Aclamação
Além do esplendor imperial da música, a principal inovação foi a incorporação das aclamações na seção central da música: “Vivat Rex..” ou “Vivat Regina...” (“Viva Rei”/ “Viva Rainha”) com que os estudantes da Escola Real de Westminster tradicionalmente receberam a entrada desde a coroação do rei James II, em 1685. Esta seção, que deve ser reescrita toda vez que um novo monarca é coroado – porque o soberano (e seu consorte) é mencionado pelo nome – geralmente é omitido quando o hino é executado em outras ocasiões. Na coroação de um rei ou de uma rainha, o vivat para a rainha precede aquele para o rei. Parry indicou no escopo da partitura uma fanfarra de improvisação entre os dois, se a duração da procissão e do tempo exigirem isso: os estudantes gritam sua saudação enquanto o soberano e seu consorte atravessam a nave da igreja e sobem para o altar. Na última coroação, a de Elizabeth II, em 1953, a aclamação tomou a forma de “Vivat Regina Elizabetha”.
A seção de aclamação não é cantada com pronúncia latim padrão, mas com uma variante conhecida como latim anglicizado. Estudiosos do latim clássico pronunciariam a Vivat Regina como “VII-vat Re-GII-na”, os do latim eclesiástico diriam “VII-vaht Re-JÊ-na”. A pronúncia correta ao se referir ao monarca britânico é “VYE-vat Re-JYE-na”.
Na primeira apresentação do arranjo de Parry, na coroação de 1902, o diretor de música Sir Frederick Bridge, interpretou mal o tempo e terminou o hino antes que o rei chegasse, tendo que repeti-lo quando chegasse o momento certo. Bridge foi salvo pelo organista , Walter Alcock, que improvisou no ínterim.

## Em outros eventos
A peça de Parry de “I was glad” foi executada em 29 de abril de 2011, no casamento do príncipe William e Catherine Middleton, na Abadia de Westminster, como a música processional para a noiva, seus pais e os atendentes nupciais.  Anteriormente a peça fora executada no casamento dos pais do duque, o príncipe Charles e Diana Spencer, em 1981.

## Peças notáveis

### Texto latino
- Alessandro Scarlatti escreveu pelo menos quatro peças, uma para cada quatro vozes desacompanhadas.[7]
- Heinrich Ignaz Franz Biber escreveu três peças conhecidas, uma peça de sete partes (C. 9) e duas peças de quatro partes em sua Vesperae longiores ac breviores (C.21 e C.31).
- Marc-Antoine Charpentier escreveu uma peça (H.161) em 1961 e um segundo (H.216) ca. 1693-94.[8]
- Michael Haydn escreveu duas peças, uma em si bemol maior (MH 480), e outra em Fá maior (MH 519).
- É o terceiro Salmo de Vespro della Beata Vergine, de Monteverdi.
- É o terceiro Salmo de Vespro per la Vergine, de Vivaldi RV 607.
- É o terceiro Salmo de todas as Vésperas Tridentinas dos Domingos e Festas.
- Jules Van Nuffel, adaptou o salmo, Laetatus sum, para coro e órgão misturados em 1935.

### Texto em inglês
- William Child e Thomas Tomkins provavelmente escreveram uma peça para a coroação do rei Charles II, em 1661.
- Henry Purcell e John Blow provavelmente escreveram uma peça para a coroação do rei James II, em 1685.
- Francis Pigott escreveu um peça musical para a coroação da rainha Ana, em 1702, também usada na coroação do rei George I, em 1714 e provavelmente destinada ao rei George II, em 1727, mas omitida por engano.
- William Boyce escreveu uma peça para a coroação do rei George III, em 1761.
- Richard Woodward escreveu uma adaptação dela.
- Thomas Attwood escreveu uma peça para a coroação do rei George IV, em 1821, também usado para o rei William IV, em 1831 e para a rainha Victoria, em 1838.[9]
- Sir Hubert Parry escreveu uma peça para a coroação do rei Edward VII, em 1902. A obra tem sido usada em todas as coroações britânicas desde então.[10]
- As notáveis peças modernas incluem os de S. Drummond Wolff (1955), Robin Orr (1957) Healey Willan (1962) e Peter Hallock (1971).
- Parte do texto que começa com “O pray for the peace of Jerusalém” (O ora pela paz em Jerusalém) foi adaptado por Thomas Tomkins, John Blow, John Goss (1879), Herbert Howells (1933).[11]